# Чернов, Юрий Филиппович
Юрий Филиппович Чернов (род. 19 августа 1932, Луганск, Сталинская область) — бригадир слесарей-инструментальщиков Луганского эмального завода имени Артёма. Депутат Верховного Совета УССР 8—10-го созывов.

## Биография
Образование среднее.
С 1948 года — токарь Ворошиловградского завода автоклапанов.
В 1951—1955 годах — служба в Военно-Морском флоте СССР.
В 1955—1992 годах — слесарь, бригадир слесарей-инструментальщиков Ворошиловградского (Луганского) эмального завода имени Артёма.
Член КПСС с 1963 года.
Потом — на пенсии в городе Луганск.

## Награды
- Орден Ленина;
- Государственная премия СССР (1981);
- Заслуженный рационализатор Украинской ССР;
- Почётный гражданин города Луганск (октябрь 1981);
- прочие ордена и медали.